# Gendrotella
Gendrotella es un género de foraminífero bentónico de la familia Mayncinidae, de la superfamilia Nezzazatoidea, del suborden Nezzazatina y del orden Lituolida. Su especie tipo es Choffatella rugoretis. Su rango cronoestratigráfico abarca el Santoniense (Cretácico superior).

## Discusión
Clasificaciones previas incluían Gendrotella en la superfamilia Lituoloidea, así como en el suborden Textulariina del orden Textulariida, o en el orden Lituolida sin diferenciar el suborden Nezzazatina.

## Clasificación
Gendrotella incluye a la siguiente especie:
- Gendrotella rugoretis †